# Ла Ривијера (Калифорнија)
Ла Ривијера (енгл. La Riviera) насељено је место без административног статуса у америчкој савезној држави Калифорнија.

## Демографија
По попису из 2010. године број становника је 10.802, што је 529 (5,1%) становника више него 2000. године.
| Група             | 2000.         | 2010.         |
| Белци             | 6.903 (67,2%) | 6.569 (60,8%) |
| Афроамериканци    | 872 (8,5%)    | 1.084 (10,0%) |
| Азијати           | 819 (8,0%)    | 766 (7,1%)    |
| Хиспаноамериканци | 1.165 (11,3%) | 1.756 (16,3%) |
| Укупно            | 10.273        | 10.802        |